# Maron Kidul
Maron Kidul is een bestuurslaag in het regentschap Probolinggo van de provincie Oost-Java, Indonesië. Maron Kidul telt 6629 inwoners (volkstelling 2010).